# Château de la Rue (Lalinde)
Pour les articles homonymes, voir Château de la Rue.
Le château de la Rue est un château français implanté sur la commune de Lalinde dans le département de la Dordogne, en région Nouvelle-Aquitaine. Ses parties les plus anciennes remontent au XIIIe siècle.
Il fait l'objet d'une protection au titre des monuments historiques.

## Présentation
Établi sur une motte féodale artificielle, le château de la Rue se situe en Périgord pourpre, au sud du département de la Dordogne. sur la commune de Lalinde, au nord du village de Drayaux. Son nom, la Rue, provient de la proximité d'un ancien axe de passage qui traversait ce village.
C'est une propriété privée.
Le château est inscrit au titre des monuments historiques le 12 octobre 1948.

## Historique
Propriété des Archevêques de Bordeaux au XIIIe siècle, le château passe ensuite en cinq siècles aux mains des familles d'Abzac, d'Escodeca, d'Aubusson, Gouffier de Gonor et de Lostanges.
Ayant subi des dégâts à plusieurs reprises, entre autres pendant la guerre de Cent Ans, le château est intégralement restauré au XVIe siècle, période à laquelle est érigée la tour hexagonale.

## Architecture
L'enceinte forme un quadrilatère dont les angles correspondent aux quatre points cardinaux. Les murs, particulièrement élevés au sud-est et au sud-ouest, ont conservé des vestiges de mâchicoulis.
L'entrée située au nord-est, était défendue par une barbacane. Précédant cette barbacane et surmontant une douve, un pont-levis permettait l'accès au château.
Autour de l'angle nord des remparts sont groupés les bâtiments du château. À leur pointe sud s'élève une tour hexagonale qu'emprunte un escalier en colimaçon.

## Galerie de photos

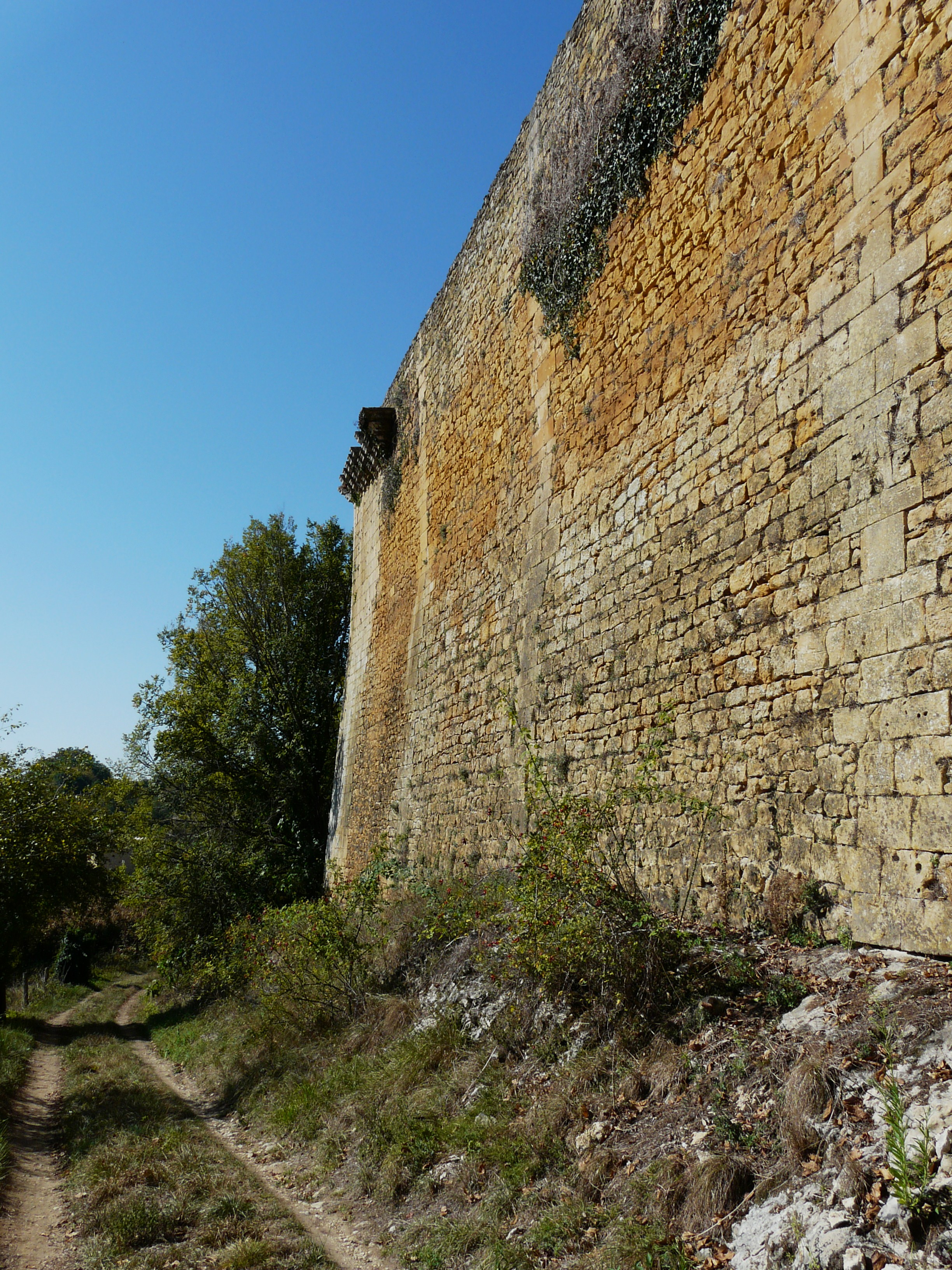
La muraille sud-est.
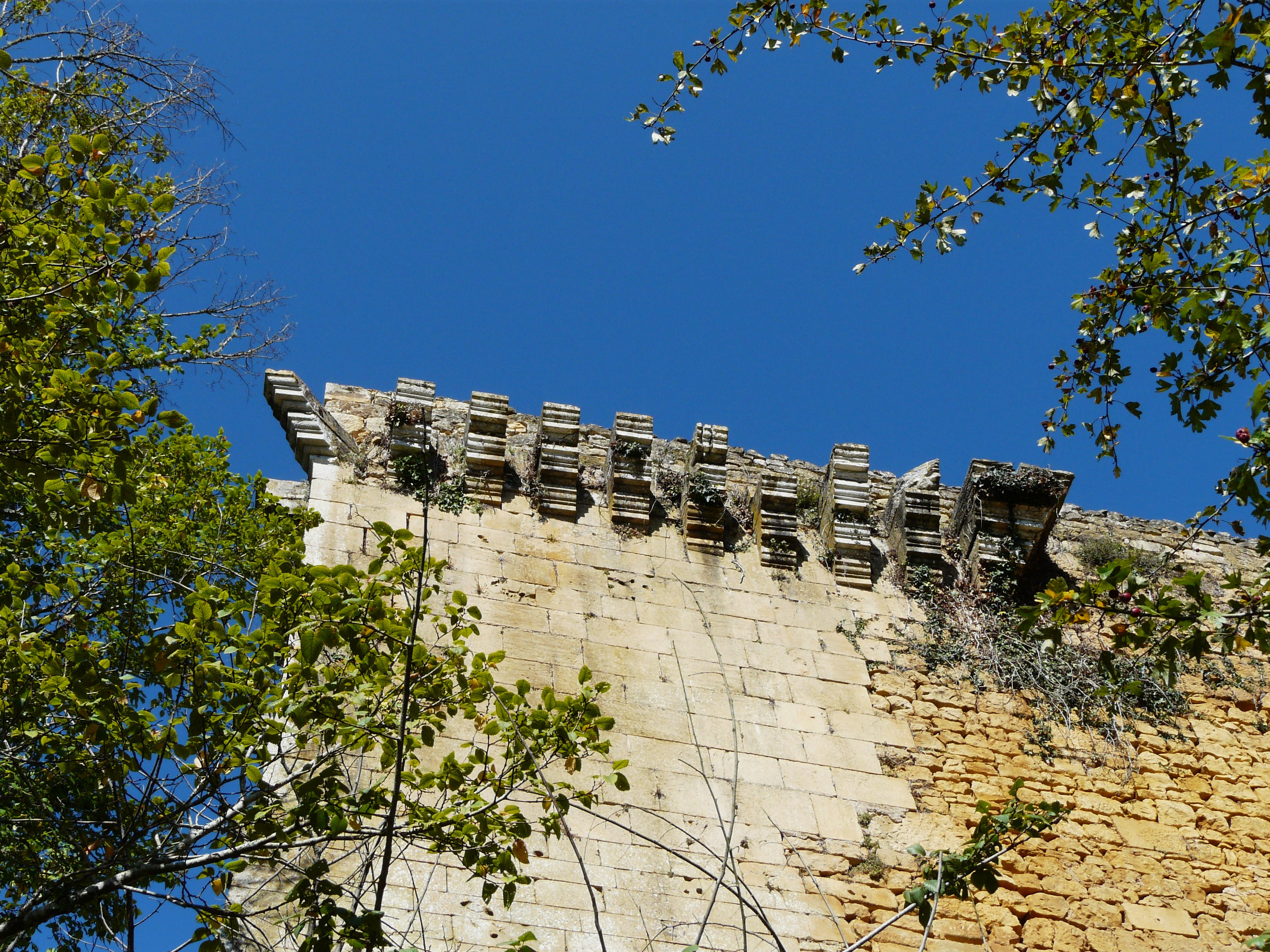
Vestiges de mâchicoulis à l'angle sud.
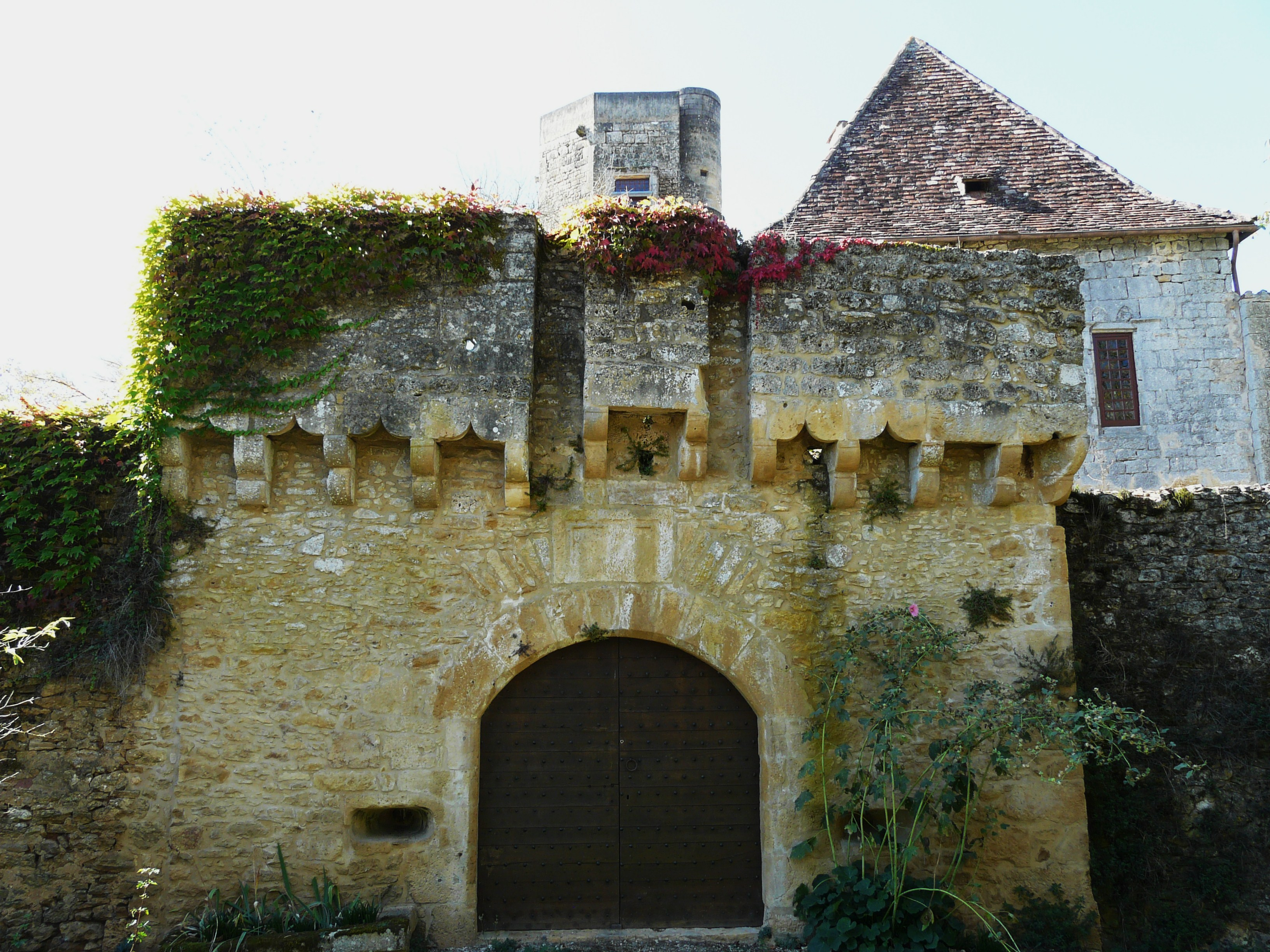
La barbacane au nord-est.
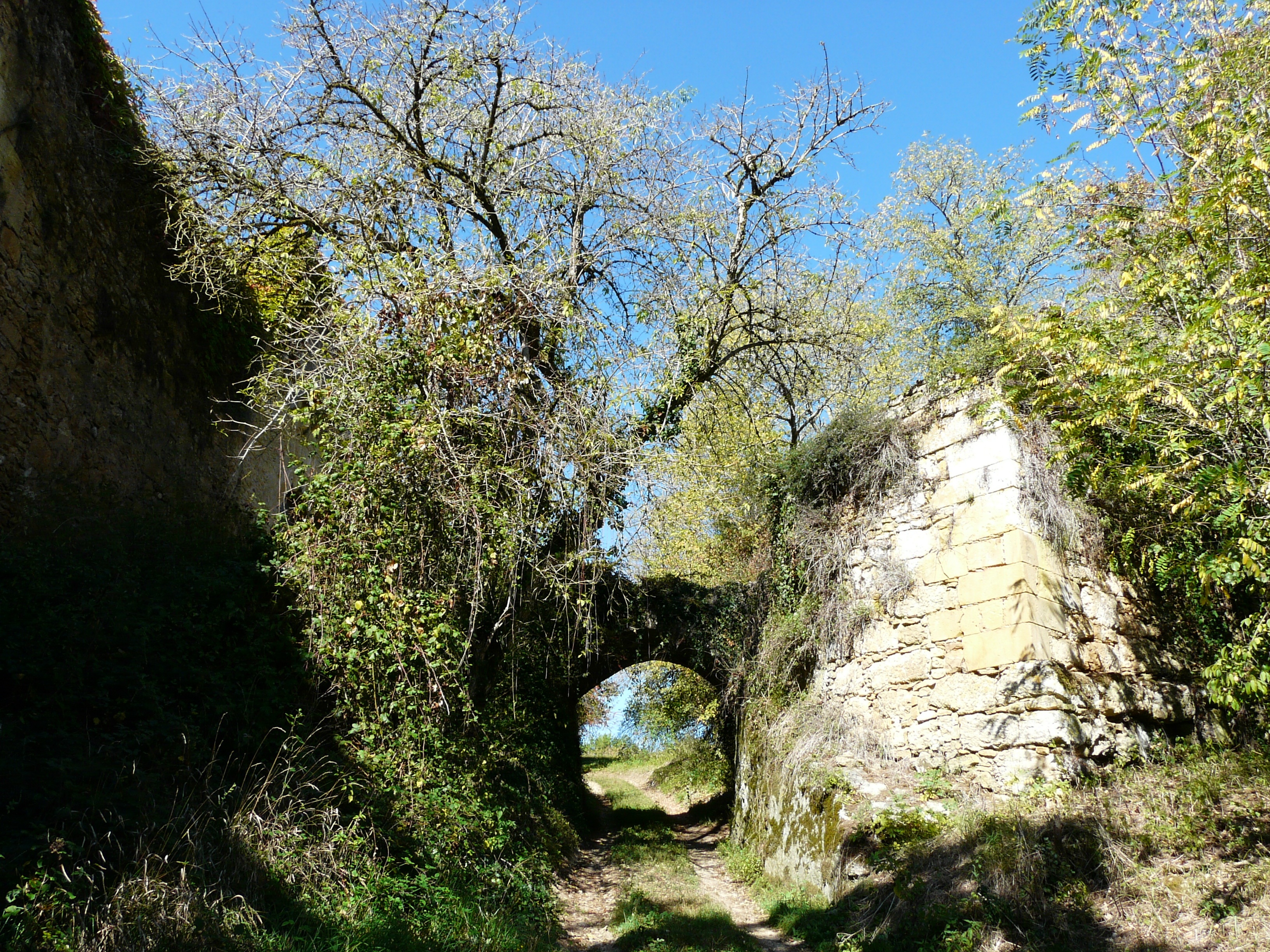
Les anciennes douves au nord-est.
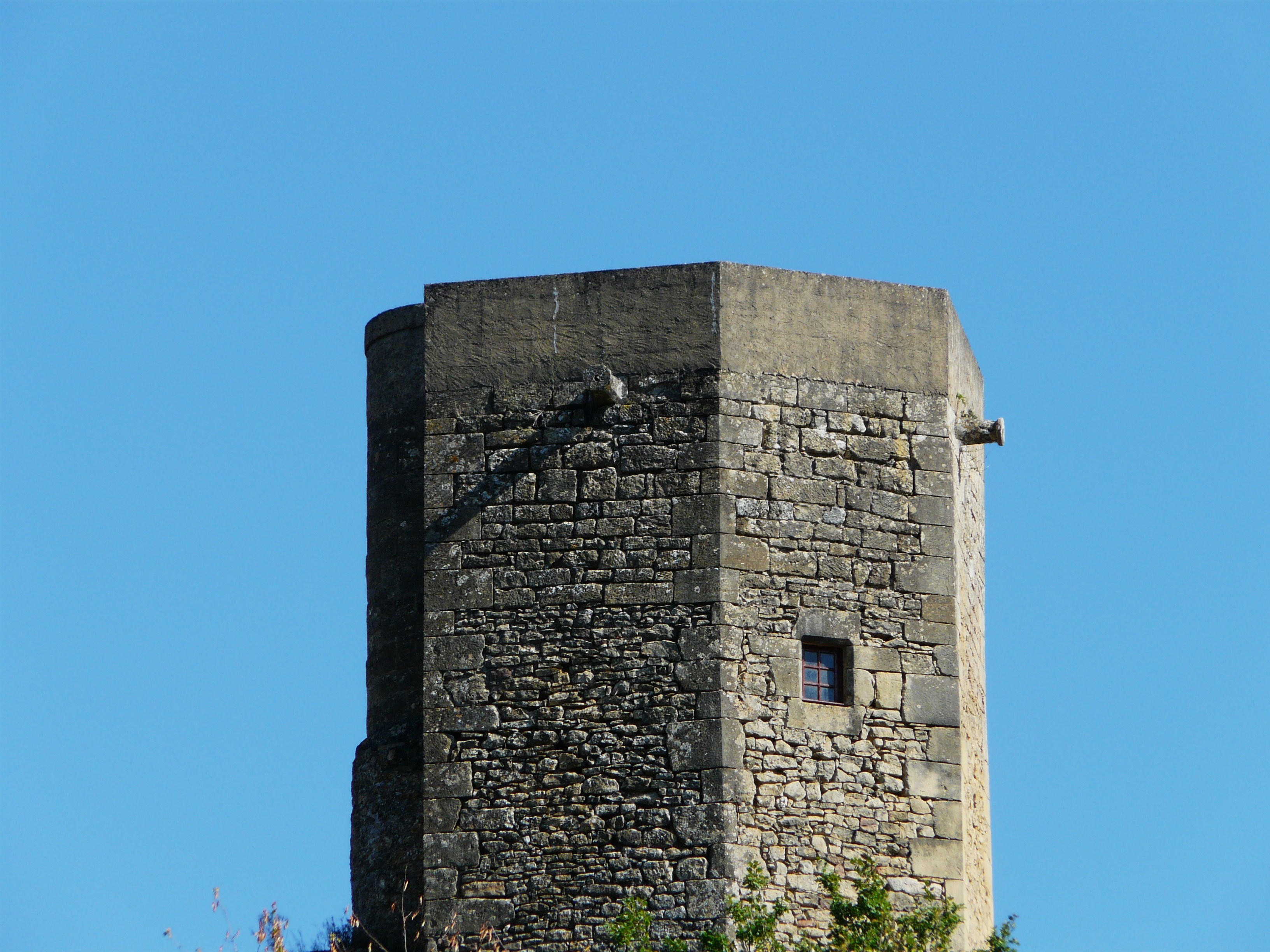
La tour hexagonale.